# St. Leonhard, Glanegg
St. Leonhard je naselje v Občini Glanegg v Okraju Trg na Koroškem v Avstriji.